# Темза
Те́мза (англ. Thames [ˈtɛmz], лат. Tamesis, у межах Оксфорду також А́йзіс, та Тайдвей від гирла до Теддінгтон-лок) — річка на півдні Англії, один з найбільших водних шляхів в Англії. Маючи 346 км завдовжки, це найдовша річка в Англії, і друга за довжиною у Сполученому Королівстві після річки Северн.
Бере початок на височині Котсволд, протікає в межах Лондона, впадає в Північне море, утворюючи Естуарій Темзи. Ширина річки в межах Лондона 200—250 м, ширина естуарію від 650 м (біля східної околиці Лондона) до 16 км (поблизу гирла). Дренує весь Великий Лондон. Живлення дощове. Середні витрати води в низов'ях 260 м³/сек, максимальні — взимку.
Судноплавна майже по всій течії; невеликі баржі доходять до міста Лечлейд (311 км від гирла). До Лондона підіймаються судна водотоннажністю до 800 т, а океанські судна доходять до міста Тілбері.
На Темзі — столиця Великої Британії місто Лондон, міста Оксфорд та Редінг.
Налічують 38 приток Темзи. Головні з яких такі: Черн, Ліч, Коул, Колн, Віндраш, Евелоуд, Черуелл, Ок, Тейм, Пенг, Кеннет, Лоддон, Коулн, Уей, Моул, Брент, Уендл, Еффра, Уестборн, Фліт, Рейвенсборн (Дептфорд-крик), Лі, Дарент, Інгреборн.
На Темзі регулярно проводиться Королівська регата Генлі

## Походження назви
Гідронім Темза походить від кельтської назви цієї річки - Tamesas (від пракельт. * Tamēssa), записаного латиною як Tamesis і відбитого в сучасній валлійській Tafwys «Темза». Назва імовірно позначає «темна» і порівнюється з (праслов'янським *tĭmĭnŭ), литовським tamsi "темний", латвійським tumsa «темрява», санскрит тамас та велльським tywyll «темрява» (пракельт *temeslos) та середньоірл teimen «темно-сірий».
Інші гіпотези зводять назву річки до невідомого доїндоєвропейського субстрату (можливо, близькому піктській мові), або до докельтського індоєвропейського кореню * tã- «танути» (звідси Темза — букв. «Тала», порівняй численні назви річок типу Талиця).

## Канали
Два магістральні канали сполучають річку з іншими річковими басейнами: канал Кеннет — Ейвон (від Редінга до Бата) та канал Гранд-Юніон (Лондон — Мідлендс). Гранд-Юніон фактично дублює попередній вузький та звивистий Оксфордський канал, який також залишається відкритим як популярний мальовничий рекреаційний маршрут. Ще три канали не використовуються, але перебувають на різних стадіях реконструкції: канал Темза — Северн (через Страуд), який діяв до 1927 р. (до західного узбережжя Англії), канал Вей — Арун до Літтлгемптона, який діяв до 1871 (до південного узбережжя), а також канал Вілтс — Беркс.

## Опис

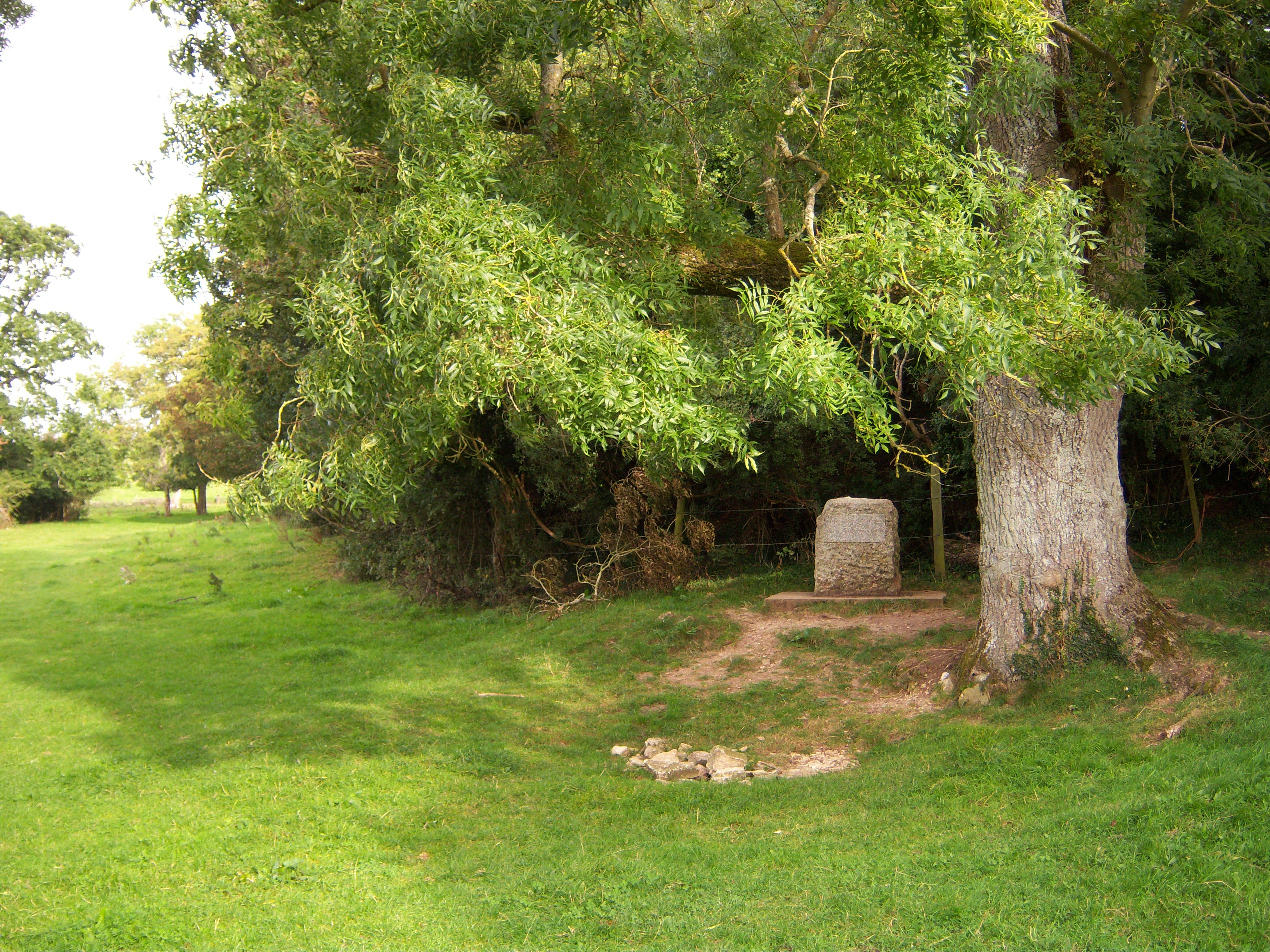
Вказівний камінь біля офіційного джерела річки Темза Темза-Хід біля Кембл (Глостершир)

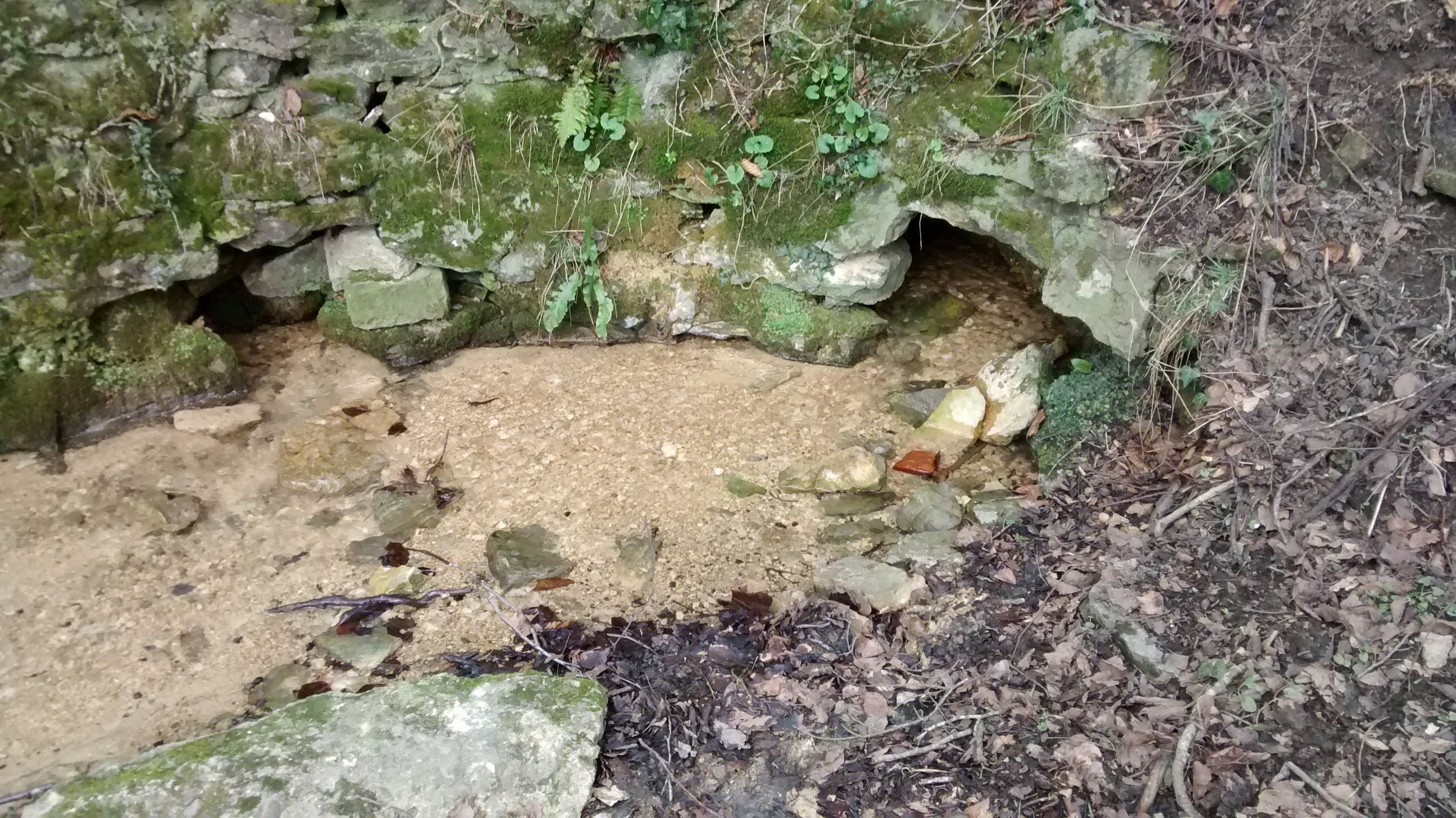
Джерело Севен-Спрінгз (Глостершир)

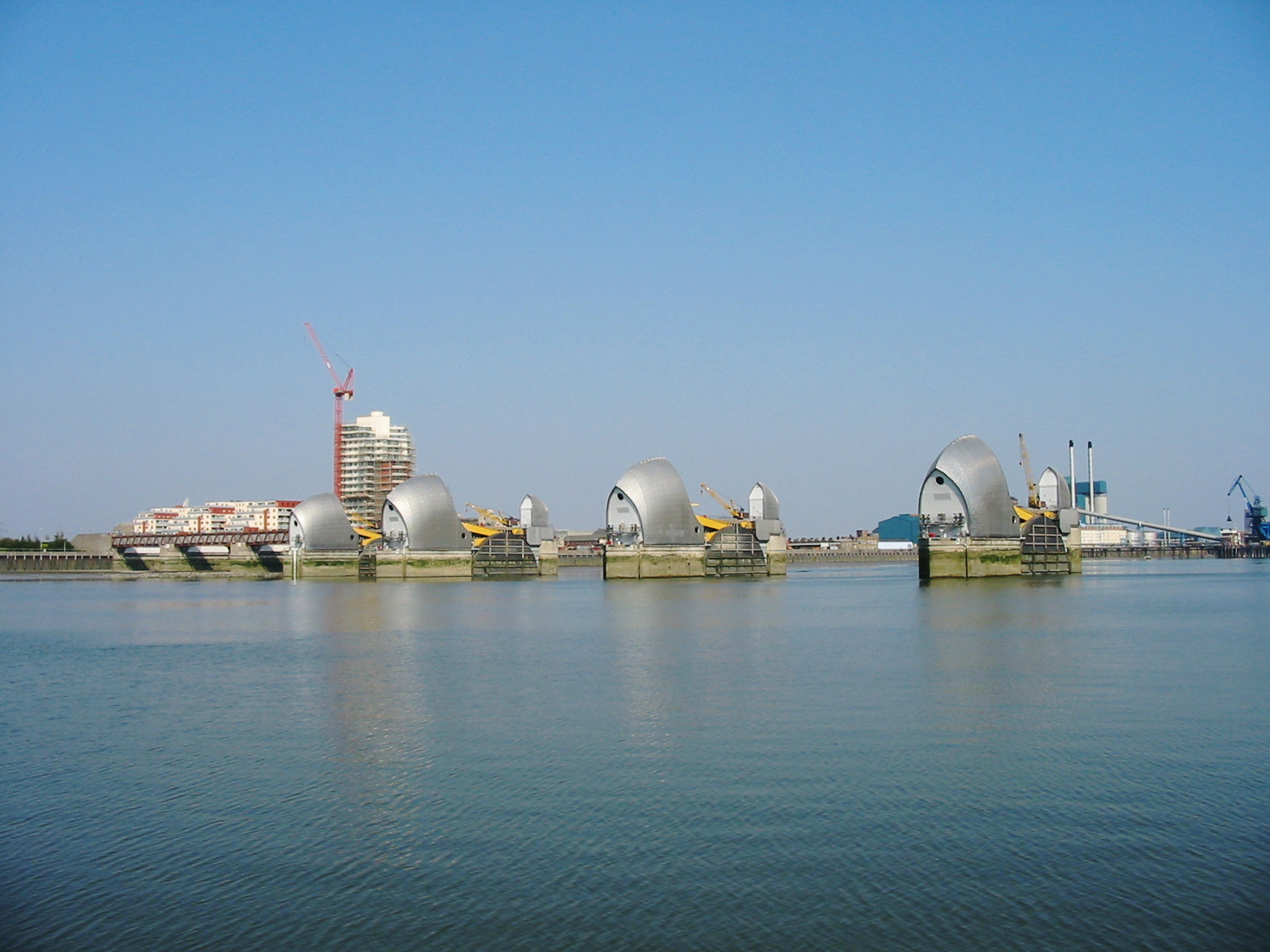
Бар'єр Темзи забезпечує захист від повені

Темза тече повз деякі визначні пам'ятки Лондона, включаючи Вестмінстерський палац та Лондонське око

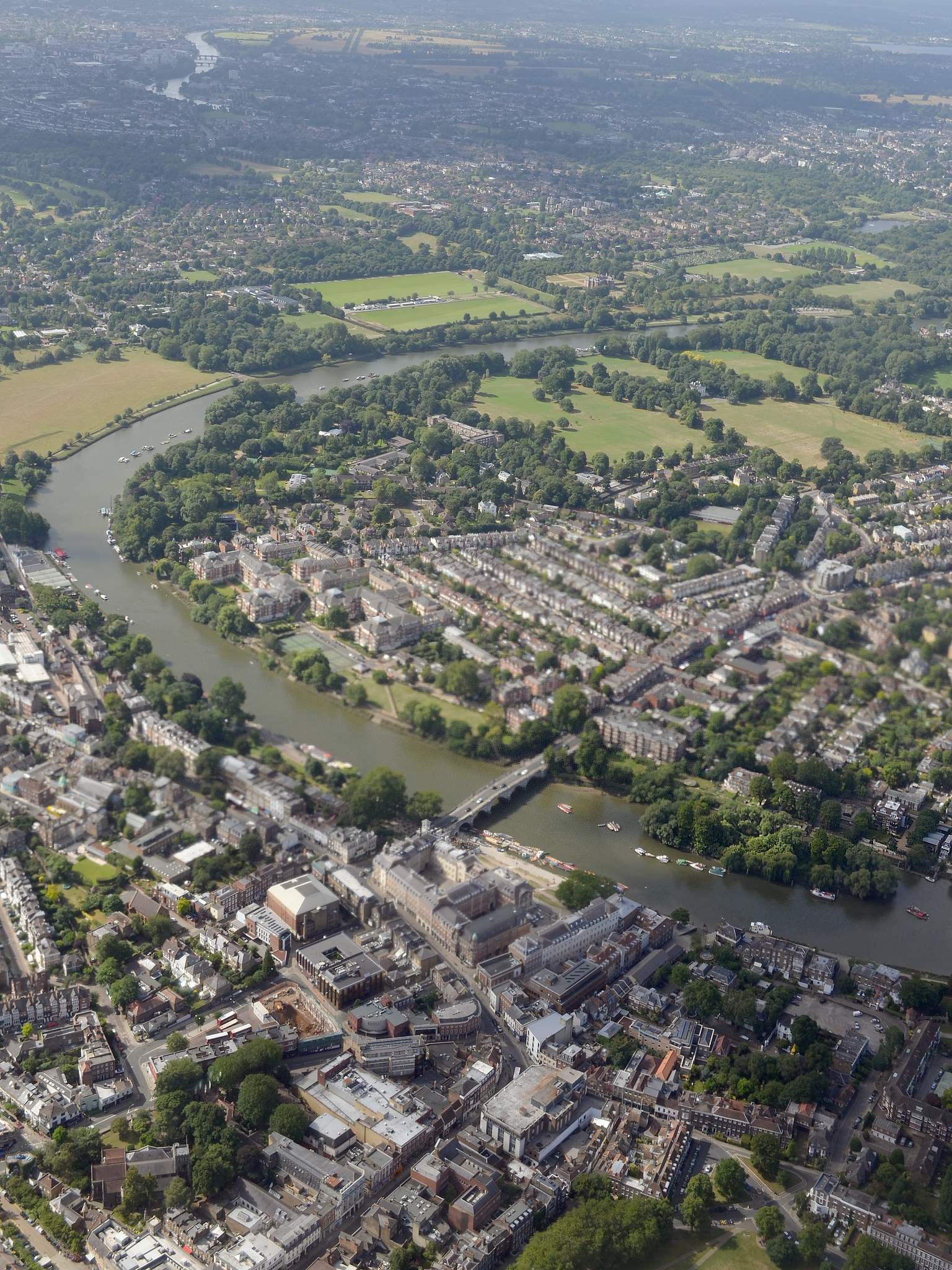
Темза у лондонському кварталі Ричмонд-апон-Темз

Зазвичай офіційним джерелом Темзи вважають Темза-Гід, що знаходиться приблизно за 1,2 км на північ від парафіяльної церкви Кембл на півдні Глостершира, неподалік від міста Сайренсестер, у Котсволді.
Проте Севен-Спрінгз біля Челтнем, де має виток Черн (що подається в Темзу біля Криклейда), також іноді називають джерелом Темзи, оскільки це місце знаходиться найдальше від гирла, і додає 23 км до довжини річки. 
У Севен-Спрінгз над джерелом є камінь з латинським гекзаметричним написом "Hic tuus o Tamesine pater septemgeminus fons", що означає "Ось, отче Темзе, [це] ваше семикратне джерело".

### Рівень моря
Дослідження осаду на глибині до 10 м, зібрані Британською геологічною службою з берегів Тайдвей, містять геохімічну інформацію та скам’янілі рештки, які забезпечують 10 000-річний запис змін рівня моря. Згідно досліджень рівень моря у гирлі Темзи піднявся більш ніж на 30 м з часів голоцену зі швидкістю приблизно 5–6 мм/рік у період 10 000 - 6 000 років тому. Підйом рівня моря різко зменшився, коли льодовик припинив танути 4000 років тому. З початку 20 століття темпи підвищення рівня моря коливаються у межах 1,22 — 2,14 мм/рік.

### Сточище та притоки
Сточище Темзи, разом зі сточищем Медуей — 16 130 км²

#### Верхня течія
Поточки, канали та річки на площі 3842 9951 км² зливаючись, утворюють 38 основних приток, що живлять Темзу між її джерелом та Теддінгтон-Лок.
Провідні притоки Темзи на цій дільниці: Черн, Ліч, Коул, Рей, Кольн, Віндраш, Евенлод, Чарвелл, Ок, Теїм, Панг, Кеннет, Лоддон, Кольн, Вей та Моль. Варто відзначити два штучних річища: Лонгфорд та Джубілі, яке побудовано між Мейденхедом та Віндзором для запобігання повеням і завершено в 2002 році та три канали, що перетинають цю дільницю: Оксфордський канал, канал Кеннет — Ейвон та Вей — Гоодалмінг Навігейшн.

#### Нижня течія
Нижче Теддінгтон-лок (89 км вище від лиману Темзи) річка зазнає припливної активності з Північного моря.
Основними притоками Темзи на цій дільниці є: Брент, Вондл, Еффра, Вестборн, Фліт, Рейвенсборн (нижня течія має назву Дептфорд-Крік), Леа (нижня течія має назву Бов-Крік), Родінг, Дарент та Інгребурн. У Лондоні вода трохи солонувата,
через те що є сумішшю морської та прісної води.
Ця частина річки знаходиться під управлінням порту Лондона. Загроза повені тут походить від припливів та сильних нагонів з Північного моря, бар'єр Темзи був побудований у 1980-х роках, щоб захистити Лондон від цього ризику.
Нор - мілина, що позначає гирло лиману Темзи, де Темза впадає у Північне море.

### Острови
Річка Темза має понад 80 островів, від великих болотних угідь островів Шеппі та Канві до невеликих острівців вкритих деревами: острів Роуз в Оксфордширі та Гедпаїл-Ейот у Беркширі.
Варто відзначити, що Вестмінстерське абатство та Вестмінстерський палац були побудовані на острові Торні.

### Геологічна та топографічна історія

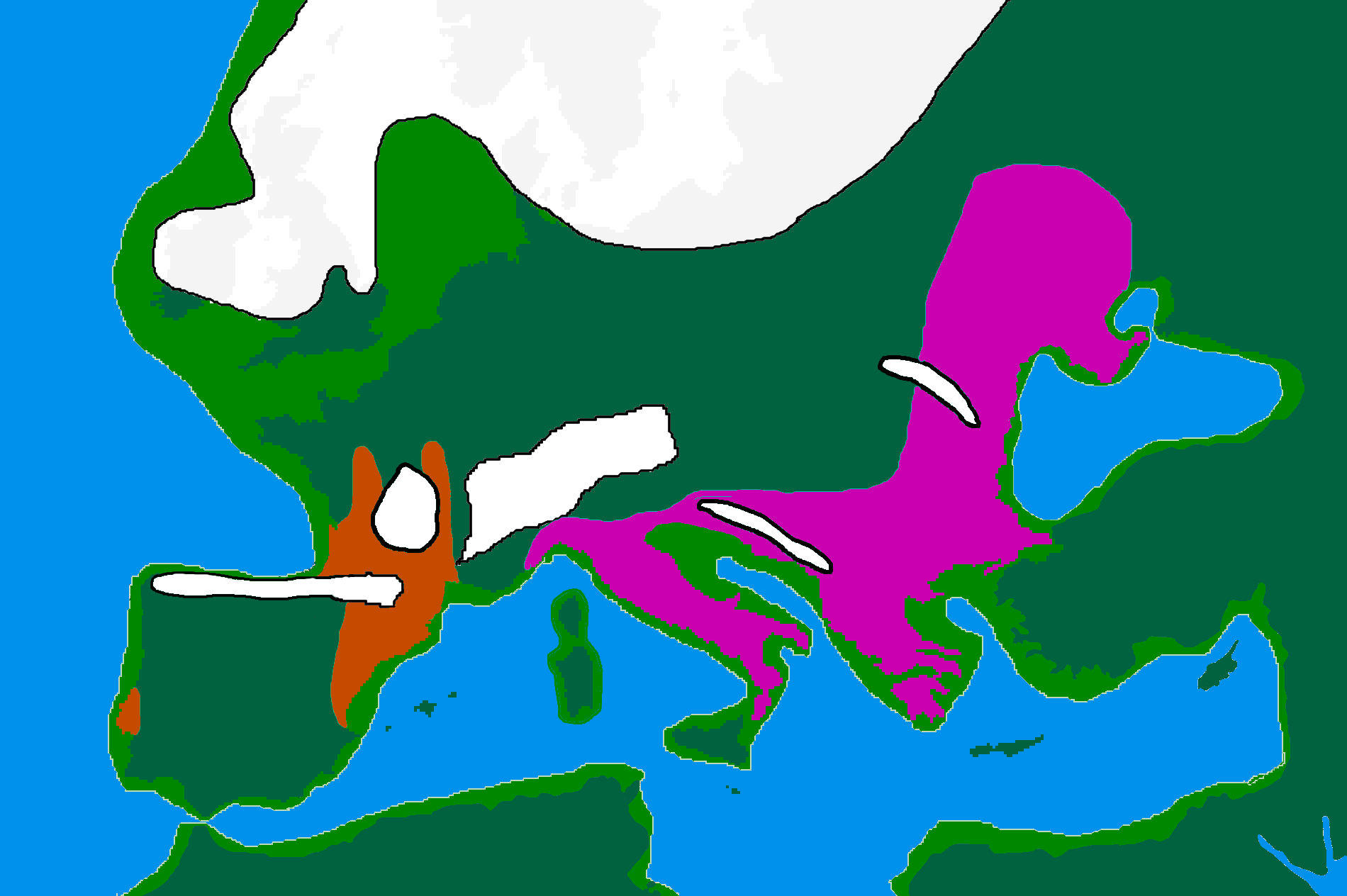
Європа під час останнього льодовикового максимум, 20,000 років тому. Темза була незначною річкою, яка в цей час впадала до Рейну, на півдні сьогоденного басейну Північного моря
солютерська та протосолютерська культури
Ґраветтська культура

Згідно досліджень вік Темзи що найменше 58 млн років, вона висліджується з танетського ярусу пізньої епохи палеоцену. До приблизно 500 000 років тому Темза текла через Оксфордшир, далі річище повертало на північний схід через Гартфордшир та Східну Англію та досягала Північного моря біля сучасного Іпсвіча.
У цей час верхів’я річкової мережі були у Західному Мідленді, та дренували гори Бервін у Північному Уельсі. 
Потоки та річки, як Брент, Кольн-Брук та Стамфорд-Брук або впадали до тодішньої річки Темзи, або скидали воду в море сучасним річищем Темзи.
Близько 450 000 років тому (англійський ярус), під час льодовикового максимуму плейстоцену, найпівденніша частина льодовикового фронту досягла Горнчерча у східному Лондоні. Льодовик заблокував річку у Гартфордширі, що призвело до утворення великих льодовикових озер, які врешті-решт розпочали скидання води новим річищем. 
Повторне просування льодовику відсувало річище на південь, утворюючи западину Сент-Олбанс.
Нове річище прямувало через Беркшир та Лондон, після чого річка знову поверталася до свого початкового річища у південному Ессексі, поблизу теперішнього лиману річки Блеквотер. Тут річка впадала у велике прісноводне озеро що знаходилось на півдні басену сьогоденного Північного моря, на південь від Доггерленду. Скидання надлишку води з цього озера спричинило утворення річки Ла-Манш, а згодом і утворення Дуврської протоки між сучасною Британією та Францією. Подальший розвиток призвів до продовження річища, яким річка скидає воду сьогодні.
Підмурівок Еїлсбері-веїл головним чином складається з глини та крейди, які утворилися наприкінці льодовикового періоду і свого часу знаходились під Прото-Темзою. У цей час утворилися величезні підземні запаси води, які роблять рівень води вище середнього в Ейлсбері-веїл.

#### Льодовиковий період
Останнє просування Скандинавського льодовикового щита, охопило значну частину північно-західного Мідлсексу і, нарешті, змусило Прото-Темзу текти приблизно своїм нинішнім річищем. Під час останнього льодовикового максимуму, приблизно 20000 р. до н.е., Британія була з'єднана з материковою Європою великим суходолом — Доггерлендом, на півдні басейну Північного моря. В цей час Темза не текла до Доггерленду, а текла на південь від східного узбережжя Ессекса, де вона впадала у прото-дельту Рейн – Маас – Шельда. Ці річки утворили єдину річку - Ла-Манш (Fleuve Manche) - яка текла через Дуврську протоку і впадала в Атлантичний океан на заході нинішнього Ла-Маншу.
Льодовик, зупинився біля сучасного Фінчлі, морена утворила Долліс-Гілл та Хангер-Гілл. Потік талої води хлинув крізь Фінчлі-геп на південь до нового річища Темзи, під час цієї повені була вирізана долина Брент 